# مغامرة منزل ويستيريا
مغامرة منزل ويستيريا أو بنسيون ويستريا (بالإنجليزية: The Adventure of Wisteria Lodge)‏ واحدة من 56 قصة قصيرة لشرلوك هولمز من تأليف السير آرثر كونان دويل. وهي واحدة من ثمانية قصص قصيرة من سلسلة قوسه الأخير: بعض ذكريات شيرلوك هولمز، نشرت القصة في عام 1908. وهي قصة طويلة تتكون من جزئين: «التجربة الغربية للسيد جون سكوت إكليس» و«نمر سان بيدرو».

## الترجمة العربية
- منزل ويستيريا، شارلوك هولمز قصص قصيرة، المكتبة الأهلية للنشر والتوزيع، ترجمة وتحقيق: سمير عزت نصار.[1]
- مغامرة بنسيون ويستيريا، شيرلوك هولمز في 7 قصص، مكتبة الأسرة، ترجمة نادية فريد ومراجعة مختار السويفي.
- بنسيون ويستريا